# Josine de Bruyn Kops

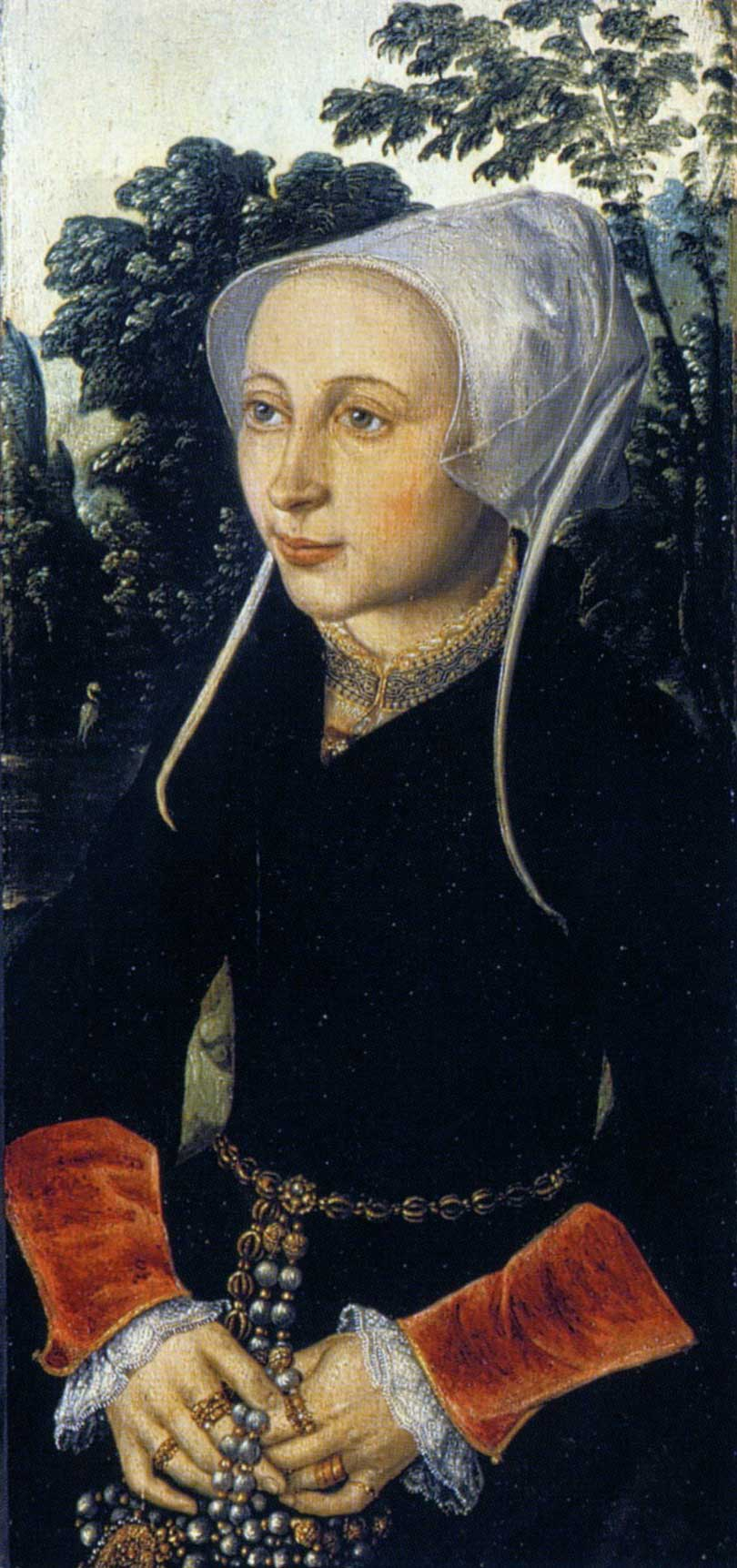
Portret van Lydia Amelisdochter van Rijswijk door Cornelis van der Goude, door De Bruyn Kops in 1985 voor het Goudse Museum aangekocht

Josine Elise de Bruyn Kops (Takengon (Nederlands-Indië), 2 november 1940 – Den Haag, 21 maart 1987) was een Nederlandse kunsthistorica en museumdirecteur.

## Leven en werk
De Bruyn Kops studeerde kunstgeschiedenis aan de Universiteit van Amsterdam en was na haar studie verbonden aan het Frans Hals Museum in Haarlem en het Gemeentemuseum van Den Haag. In 1976 volgde zij Jan Schouten op als directeur van het het Catharina Gasthuis, thans Museum Gouda geheten. In de tien jaar van haar directeurschap wist zij vooral vrouwelijke beeldend kunstenaars voor het voetlicht te brengen. Samen met haar vriendin Liesbeth Brandt Corstius, directeur van het Museum voor Moderne Kunst Arnhem, was zij actief binnen de Stichting  Vrouwen in de Beeldende kunst (SVBK). Ook werd onder haar verantwoordelijkheid een begin gemaakt met de restauratie van 16e-eeuwse Goudse altaarstukken zoals het Maria-altaarstuk van Dirck Barendsz. Van de Goudse schilder Wouter Crabeth wist zij het schilderij De ongelovige Thomas in langdurig bruikleen van het Rijksmuseum te verkrijgen. Van haar aankopen zijn de portretten van de Goudse burgemeester Jan Jacobsz. van Rosendael en zijn echtgenote Lydia Amelisdr. van Rijswijk geschilderd door Cornelis van der Goude rond 1552 en het schilderij Arbeidersvrouw met twee kinderen uit 1918 van Charley Toorop de meest opvallende. Geheel in de lijn met de betekenis van de aardewerkindustrie voor Gouda stimuleerde zij het verzamelen van zowel sier- als gebruiksaardewerk.
De Bruyn Kops overleed in 1987 in een ziekenhuis in Den Haag. Daarvoor had zij in 1986 haar functie als museumdirecteur, vanwege haar gezondheid, moeten neerleggen. De naar haar genoemde Stichting Josine de Bruyn Kops, ondersteunt vrouwelijke kunstenaars en laat onderzoek doen naar de stand van zaken voor vrouwen die werkzaam zijn in de beeldende kunst.

## Trivia
Sol LeWitt droeg zijn ontwerp voor het reliëf met geometrische figuren, dat op de zijgevel van het GEM/Fotomuseum Den Haag is aangebracht, op aan De Bruyn Kops.